# Mikronarod
Mikronarod je skupina ljudi, organizirana kot država, ki pa ni mednarodno priznana. Lahko obstaja na določenem teritoriju, lahko je razpršen čez več kontinentov. Lahko se bori za uradno mednarodno priznanje ali pa se samo-razglaša za suverenega.
Ločiti moramo med obstoječimi mednarodno priznanimi žepnimi državami oziroma mikro državami (na primer. San Marino), ki so suverene na svojem teritoriju in med mikronarodi, ki jih mednarodna skupnost ne priznava. Prav tako mikronarod ločimo od drugih socialnih skupin (pleme, klan, sekta) in izmišljenih držav ali dežel.
V svetu obstaja veliko mikronarodov predvsem od 19. stoletja dalje. V 20. stoletju so nekatere Mikronarode organizirali umetniki, kot svoje umetniške projekte.
Mnogi mikronarodi imajo svoje zastave in grbe ter so izdali svoje kovance, poštne znamke, potne liste, medalje,.., kar je redko sprejeto izven njihove skupnosti.
Primeri: Atlantium, Državica Ptičjestrašilna, Global Country of Warld Peace, Elleonore, Kugelmugel, Peščenica, Principality of Sealand...
Leta 2004 je izšel vodič Micronations: The Lonely Planet Guide to Home-Made Nations.
Istega leta je bila razstava na temo identitete in simbolizma mikronarodov v The Reg Vardy Gallery at the University of Sunderland (UK). 
Leta 2007 je Peter Coffin organiziral obsežno razstavo o mikronarodih v pariški Palais de Tokyo z naslovom ÉTATS (faites-le vous-même)/States (Do it yourself).